# Paradies (Album)
Paradies ist das Debütalbum des deutschen Rappers ERRdeKa. Es erschien am 24. Oktober 2014 beim Berliner Independent-Label Keine Liebe Records. Der Vertrieb erfolgt in Zusammenarbeit mit Groove Attack.

## Hintergrund

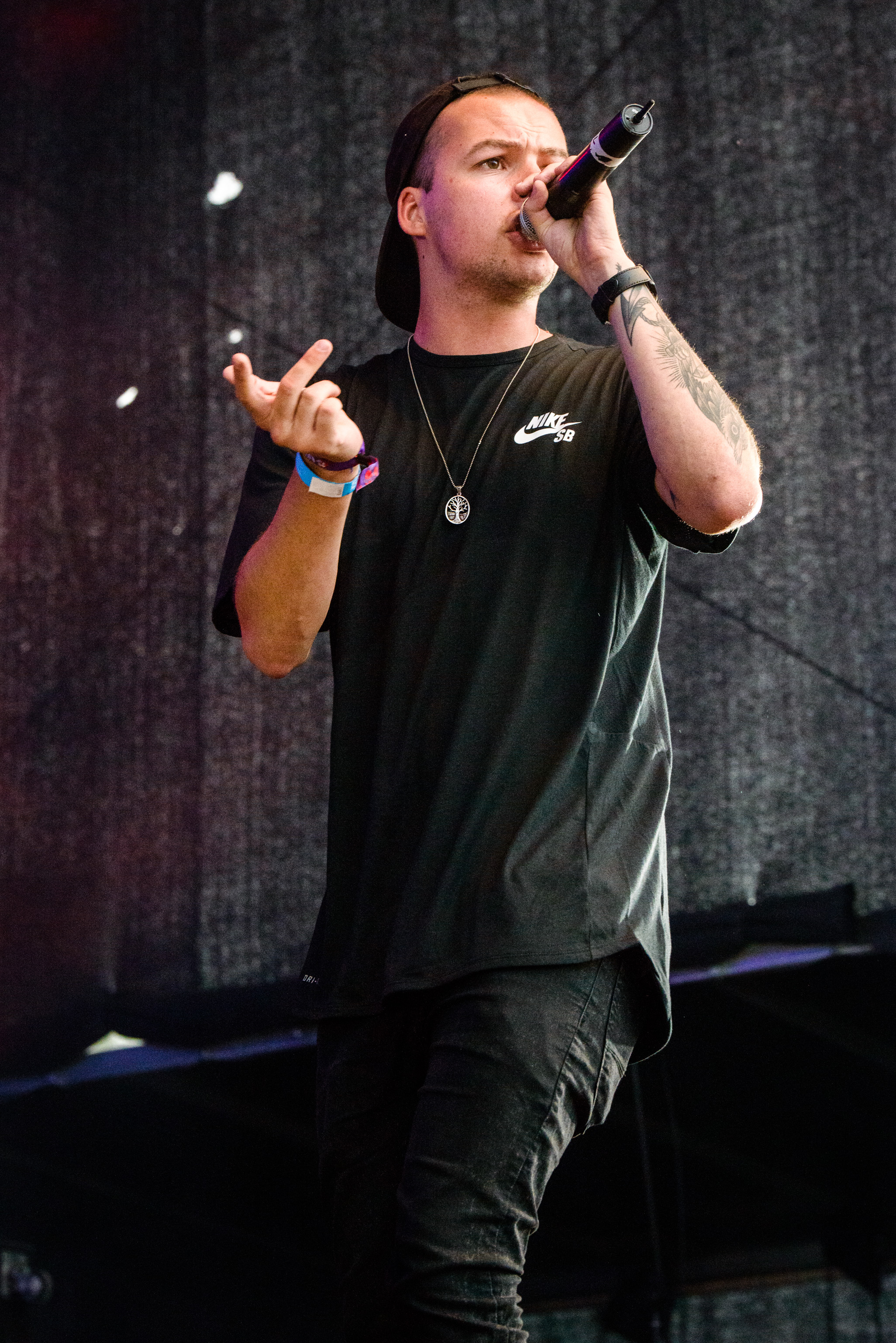
ERRdeKa auf dem Utopia Island 2015

2014 verkündete ERRdeKa, dass er bei Keine Liebe Records unter Vertrag genommen wurde. Zuvor erklärte er, dass der Berliner Rapper Prinz Pi sein neuer Manager sei.
Im Zuge der Albumproduktion drehte der Bayerische Rundfunk zusammen mit Errdeka das Format Startrampe, einen dokumentarischen Dreiteiler, der online sowie im deutschen Fernsehen ausgestrahlt wurde und Einblicke in das Leben des Musikers gab. Es folgten eine Nominierung beim New Music Award, diverse Presseartikel und eine Coverplatzierung auf Deutschlands bekanntestem Hip-Hop-Magazin Juice. Das Album schaffte es in die Top 20 der deutschen Albumcharts und brachte im Dezember 2014 eine Tour sowie Auftritte bei bekannten Festivals wie Splash!, MS Dockville und anderen mit sich.
Das Album am 24. Oktober 2014 veröffentlicht. Alle Beats wurden von Max Mostley produziert.

## Titelliste
| #  | Titel               | Länge |
| -- | ------------------- | ----- |
| 1  | Stroboskop          | 3:30  |
| 2  | Atme ein atme aus   | 3:56  |
| 3  | Das Meer und ich    | 4:10  |
| 4  | Der perfekte Beat   | 3:52  |
| 5  | Diggi               | 3:03  |
| 6  | Schwarz weiß        | 3:41  |
| 7  | Lass mich los       | 4:16  |
| 8  | DXFXT               | 3:08  |
| 9  | Frau für eine Nacht | 4:20  |
| 10 | Satan               | 4:37  |
| 11 | Sternenpflücker     | 3:37  |
| 12 | Outro               | 2:44  |

## Rezeption
| Professionelle Bewertungen | Professionelle Bewertungen |
| -------------------------- | -------------------------- |
| Kritiken                   |                            |
| Quelle                     | Bewertung                  |
| laut.de                    | [ 3 ]                      |
| metal1                     | [ 4 ]                      |

Christian Denner vom Musik-Magazin metal1 vergibt 8 von 10 möglichen Bewertungspunkten. Er geht insbesondere auf die Tiefe der Lieder ein:

„ERRDEKA hat etwas Besonderes in seinen Texten, die nicht nur vom typisch jugendlichen Leid und Drogenexzessen oder weiblichem Verschleiß erzählen. Mit Schmerz und Witz schafft er Songs, die nicht berechenbar sind und zeitlose Themen behandeln, die auch noch in ein paar Jahr funktionieren sollten.“

Auch Laut.de sieht das Album aus einem positiven Blickwinkel. Der Rezensent Thomas Haas vergibt 4 von 5 Sternen und schreibt:

„In Retrogott'scher Manier werden die Whack MC's zu Staub zerbröselt. Und tatsächlich könnte sich so manche gestandene Größe etwas in Sachen Wortwitz, Selbstironie und Beatauswahl abschauen.[…] Überhaupt versteht es die abwechslungsreiche Scheibe, die komplett von Max Mostley produziert wurde, auch soundmäßig stets den Anschluss zu den Themen zu halten.“

## Chartplatzierungen
| ChartsChartplatzierungen | Höchstplatzierung | Wochen |
| ------------------------ | ----------------- | ------ |
| Deutschland (GfK)        | 14 (1 Wo.)        | 1      |
| Österreich (Ö3)          | 69 (1 Wo.)        | 1      |